# Clusia ovalis
Clusia ovalis är en tvåhjärtbladig växtart som beskrevs av José Cuatrecasas. Clusia ovalis ingår i släktet Clusia och familjen Clusiaceae. Inga underarter finns listade i Catalogue of Life.